# Måns Grenhagen
Måns Grenhagen (ur. 20 lipca 1993 roku) – szwedzki kierowca wyścigowy.

## Kariera

### Początki
Grenhagen rozpoczął karierę w jednomiejscowych bolidach wyścigowych w wieku 16 lat w 2009 roku poprzez starty w LO Formel Lista Junior. Tam właśnie po raz pierwszy w karierze stanął na podium. Z dorobkiem 53 punktów zakończył sezon na 8 lokacie w klasyfikacji generalnej. Rok później Szwed wystartował we Włoskiej Formule Abarth. W ciągu ośmiu wyścigów uzbierał 20 punktów, co mu dało 15 miejsce w końcowej klasyfikacji kierowców. W tym samym sezonie pojawił się również w Szwedzkiej Formule Renault.

### Formuła 3
W sezonie 2012, po roku przerwy w startach, Måns przeniósł się do Formuły 3, gdzie wystartował w hiszpańskiej edycji (European F3 Open). Tu trzy zwycięstwa i osiem podium dały mu 211 punktów. Umożliwiło mu to zdobycie miejsca na najniższym stopniu podium w klasyfikacji generalnej.
Na 2013 rok Szwed podpisał kontrakt z holenderską ekipą Van Amersfoort Racing na starty w Europejskiej Formule 3. Jednak w żadnym z trzynastu wyścigów, w których wystartował, nie zdobył punktów. Został sklasyfikowany na 26 pozycji.

## Statystyki
| Sezon | Seria                            | Zespół                | Wyścigi | Zwycięstwa | PP | NO | Podium | Punkty | Pozycja |
| ----- | -------------------------------- | --------------------- | ------- | ---------- | -- | -- | ------ | ------ | ------- |
| 2009  | LO Formel Lista Junior           | Pole Vision Racing    | 10      | 0          | 1  | 4  | 1      | 53     | 8       |
| 2010  | Włoska Formuła Abarth            | Jenzer Motorsport     | 8       | 0          | 0  | 0  | 0      | 20     | 15      |
| 2010  | Szwedzka Formuła Renault         | Team BS Motorsport    | 2       | 0          | 0  | 0  | 0      | 0      | NS      |
| 2012  | European F3 Open                 | RACE                  | 16      | 3          | 4  | 1  | 8      | 211    | 3       |
| 2012  | European F3 Open (edycja zimowa) | EmiliodeVillota.com   | 2       | 1          | 0  | 0  | 1      | 0      | NS†     |
| 2013  | Europejska Formuła 3             | Van Amersfoort Racing | 13      | 0          | 0  | 0  | 0      | 0      | 26      |

† – Grenhagen nie był zaliczany do klasyfikacji.